# Chaunaca
Chaunaca ist eine Ortschaft im Departamento Chuquisaca im südamerikanischen Anden-Staat Bolivien.

## Lage im Nahraum
Chaunaca ist zentraler Ort des Kanton Chaunaca im Municipio Sucre in der Provinz Oropeza. Die Ortschaft liegt auf einer Höhe von 2874 m am Zusammenfluss von Río Tomoyo und Río Ravelo, der flussabwärts den Namen Río Roque trägt und zum Río Pilcomayo fließt.

## Geographie
Chaunaca liegt östlich des Altiplano in der bolivianischen Cordillera Central. Das Klima ist ein gemäßigtes Höhenklima und ein typisches Tageszeitenklima, bei dem die mittlere Temperaturschwankung im Tagesverlauf stärker ausfällt als im Jahresverlauf.
Die Jahresdurchschnittstemperatur in der Region liegt bei etwa 16 °C (siehe Klimadiagramm Sucre), die Monatsdurchschnittswerte schwanken zwischen 14 °C im Juni/Juli und 17 °C im Oktober/November. Der Jahresniederschlag beträgt etwa 700 mm und weist fünf aride Monate von Mai bis September mit Monatswerten unter 25 mm auf, und eine deutliche Feuchtezeit von Dezember bis Februar mit Monatsniederschlägen zwischen 125 und 150 mm.

## Verkehrsnetz
Chaunaca liegt in einer Entfernung von 40 Straßenkilometern westlich von Sucre, der Hauptstadt des Departamentos.
Durch Sucre führt die 976 Kilometer lange Nationalstraße Ruta 6, die vom bolivianischen Tiefland an der Grenze zu Paraguay im Osten über Padilla nach Sucre und weiter nach Oruro im Hochland führt. Von Sucre aus führt die Straße vorbei am alten Flughafen der Stadt in nordwestlicher Richtung, und nach 22 Kilometern zweigt bei dem Dorf Punilla eine unbefestigte Landstraße in südwestlicher Richtung von der Ruta 6 ab. Sie erreicht nach achtzehn Kilometern Chaunaca und führt in westlicher Richtung weiter nach Potolo. Von Chaunaca aus führt außerdem eine Nebenstraße in südlicher Richtung bis nach Maragua.

## Bevölkerung
Die Einwohnerzahl der Ortschaft war in den vergangenen beiden Jahrzehnten deutlichen Schwankungen unterworfen:
| Jahr | Einwohner | Quelle       |
| ---- | --------- | ------------ |
| 1992 | 248       | Volkszählung |
| 2001 | 67        | Volkszählung |
| 2012 | 188       | Volkszählung |
| 2024 |           | Volkszählung |

Die Region weist einen hohen Anteil an Quechua-Bevölkerung auf, im Municipio Sucre sprechen 61,6 Prozent der Bevölkerung Quechua.